# Shades of Grey

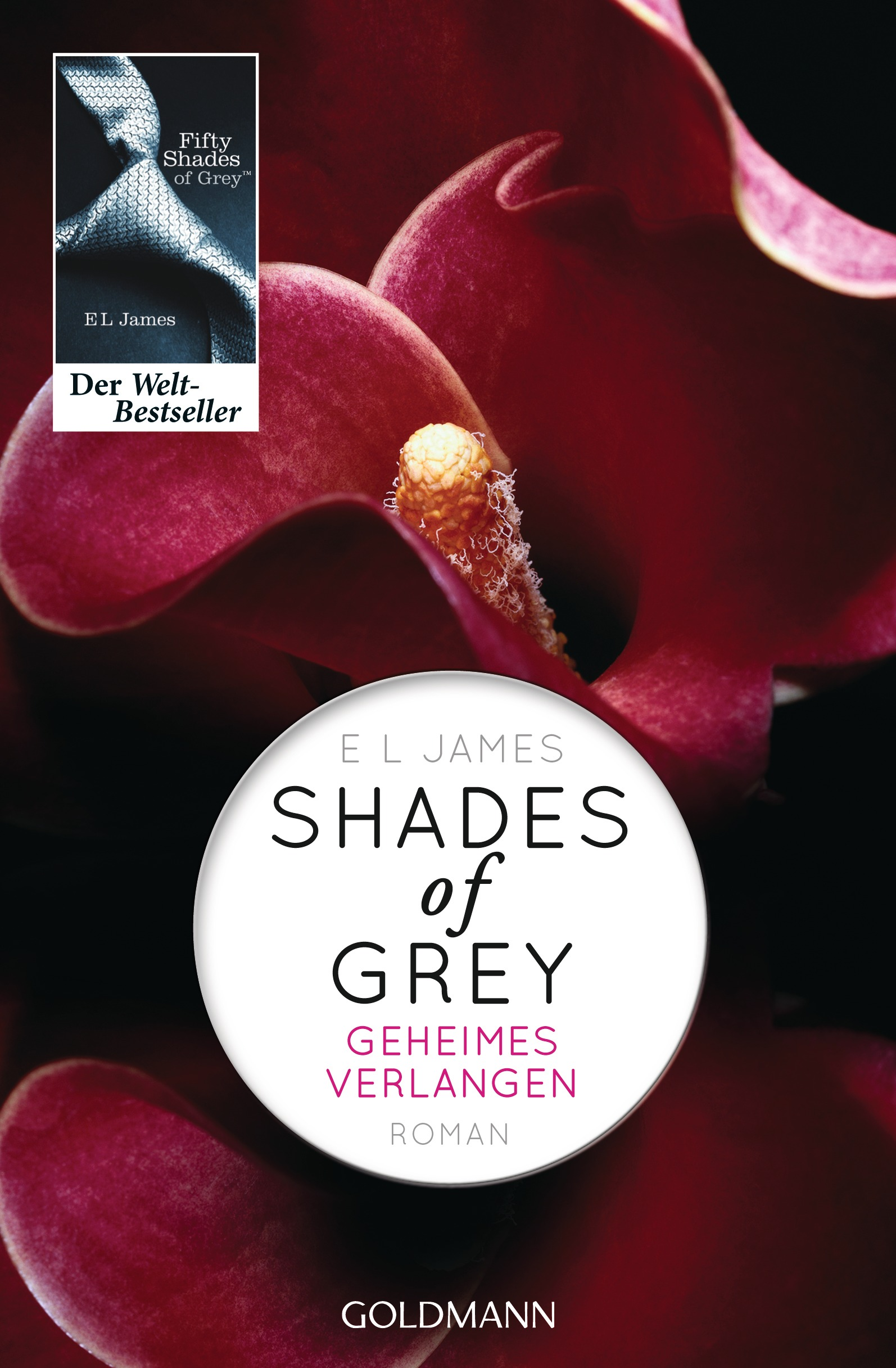
Geheimes Verlangen (2012)

Shades of Grey (Originaltitel: Fifty Shades) ist eine erotische Roman-Trilogie der britischen Autorin E. L. James aus den Jahren 2011 und 2012, bestehend aus den Teilen Fifty Shades of Grey (2011), Fifty Shades Darker (2012) und Fifty Shades Freed (2012). Der Titel des ersten Buchs, Fifty Shades of Grey, ist ein Wortspiel und bedeutet sowohl „Fünfzig Grautöne“ als auch „Fünfzig Nuancen von [Christian] Grey“. Die Verfilmung des ersten Teils erschien 2015.
Die Trilogie schildert die Beziehung zwischen der 21-jährigen Studentin Anastasia Steele und dem sechs Jahre älteren Unternehmer und Milliardär Christian Grey. Bekannt wurde die Romanreihe durch die Schilderung von BDSM-Praktiken. Der erste Band führte die Bestsellerlisten in mehreren Ländern an, darunter die der Vereinigten Staaten und des Vereinigten Königreichs. In Deutschland hat sich die Trilogie über 10,3 Millionen Mal verkauft. Weltweit wurden mehr als 100 Millionen Exemplare der Trilogie verkauft. Der erste Roman gilt dabei als das am schnellsten verkaufte Taschenbuch des Vereinigten Königreichs, noch vor den Taschenbuchausgaben der Harry-Potter-Romane. Kritiker rezensierten die Reihe meist negativ.

## Handlung

### Fifty Shades of Grey – Geheimes Verlangen(Band 1)
Die 21-jährige Literaturstudentin Anastasia Steele (Ana) lernt bei einem Interview den 27-jährigen Unternehmer und Milliardär Christian Grey, einen klassischen Byronic Hero, kennen und fühlt sich gleich zu ihm hingezogen. Nach und nach übernimmt Christian die Kontrolle über Anas Gefühlswelt. Als sie ihn näher kennenlernt, erfährt sie, dass seine sexuellen Neigungen Bondage, Dominanz und Sadismus beinhalten, und dass Gefühlskälte, Verwahrlosung und Gewalt in seiner Kindheit ihn zutiefst traumatisiert haben. Sie lässt sich immer mehr auf seine BDSM-Spiele ein und hofft letztendlich auf eine tiefere Beziehung und mehr Nähe. Doch merkt auch Christian, der sich zuerst entschieden gegen seine Gefühle zur Wehr setzt, dass er mehr von ihr möchte, als sie bloß zu dominieren.

### Fifty Shades of Grey – Gefährliche Liebe(Band 2)
Nach der Trennung erhält Ana einen Assistentenjob bei einem Verlag, den Christian prompt aufkauft. Ihr Vorgesetzter, Jack, verliert nach sexueller Belästigung seinen Job und Ana wird befördert. Christian bringt Ana zur Vernissage von José. Ana und Christian kommen wieder zusammen, jedoch in einer Beziehung ohne Regeln und Vertrag. Eine Ex-Sub, Leila, stalkt Ana und bedroht sie mit einer Waffe. Ana begegnet Christians SM-Ausbilderin, Mrs. Robinson. Christian und Ana sind sehr mit ihren Selbstzweifeln und Gefühlen beschäftigt, fragen sich, ob sie einander verdienen, und entwickeln sich beide weiter. Nach dem Vorfall mit Leila hat Christian Angst, dass sich Ana von ihm trennt, und so kommt es zum Heiratsantrag. Ana lehnt nicht ab, sagt aber auch nicht ja, da ihr alles zu schnell geht und weil Christian ihr offenbart hat, dass er es genießt, brünette Frauen zu schlagen, weil sie aussehen wie seine leibliche Mutter. Nach langen Überlegungen kommt es dazu, dass Ana ihm zum Geburtstag diese Frage mit „Ja“ beantwortet.

### Fifty Shades of Grey – Befreite Lust(Band 3)
Während der Hochzeitsreise quer durch Europa wird auf die Hochzeit auf dem Gut von Christians Eltern zurückgeblickt. Die Flitterwochen verlaufen harmonisch, werden aber jäh durch einen Brandanschlag im Grey House unterbrochen. Zurück im Alltag muss sich die Liebe in verschiedenen Situationen mit Dämonen aus der Vergangenheit beweisen: Leila und eine weitere Sub, Susannah, tauchen wieder auf, Studienkollegin und beste Freundin Kate verlobt sich mit Christians Bruder Elliot, Ana und Christian werden verfolgt, sie finden ein Traumhaus. Anas Stiefvater Ray, bei dem sie aufgewachsen ist, liegt nach einem Verkehrsunfall im Koma.
Ihr ehemaliger Vorgesetzter Jack, der Brandstiftung und Sabotage des Hubschraubers überführt, wird beim Versuch, Ana aus der Wohnung zu entführen, verhaftet. Eine überraschende, ungeplante Schwangerschaft und Mrs. Robinson führen zu erneuten Dissonanzen. Jack – der sich bei der Adoption übergangen fühlte – wird überraschend auf Kaution (als Rache vom gehörnten Ex-Gatten Mrs. Robinsons) freigesetzt. Er und die Personalchefin Elizabeth entführen Mia, die Schwester von Christian, und erpressen Ana, die sich niemandem anvertrauen darf. Spektakulär besorgt sie das Lösegeld und schießt bei der Übergabe auf Jack. Christian sorgt sich um sie am Krankenbett, kann sich dann doch mit der Vaterrolle anfreunden. Es folgen Episoden im neuen Haus mit ihrem inzwischen 2-jährigen Sohn Ted und der Schwangerschaft mit einer Tochter.
Das Buch endet mit einigen Szenen aus der Perspektive von Christian: das erste Weihnachtsfest als Adoptivkind bei den Greys und als Reprise die Interviewszene, der Baumarktbesuch aus dem 1. Buch.

## Entstehung
E. L. James veröffentlichte Fifty Shades of Grey zunächst ab 2009 unter dem Titel The Master of the Universe als Fan-Fiction zu Stephenie Meyers Twilight Saga auf Fanfiction-Webseiten unter dem Pseudonym Snowqueens Icedragon.
Nach Kritik an den Details von BDSM-Praktiken, die von Dominanz und Unterwerfung, spielerischer Bestrafung sowie Lustschmerz oder Fesselungsspielen handeln, entwarf E. L. James die Fortsetzungsgeschichten und veröffentlichte sie auf ihrer eigenen Webseite unter FiftyShades.com. Später änderte die Autorin die Namen ihrer Hauptfiguren in Anastasia Steele und Christian Grey und löschte die Geschichte auf FiftyShades.com.

## Veröffentlichung
Die überarbeitete Version erschien als E-Book und ab Mai 2011 als Taschenbuch erstmals unter dem Titel Fifty Shades of Grey, herausgegeben von dem Independent-Verlag The Writer’s Coffee Shop in Australien.
Der zweite Band Fifty Shades Darker wurde im September 2011 veröffentlicht, der dritte, Fifty Shades Freed, folgte im Januar 2012. The Writer’s Coffee Shop verfügte nur über ein geringes Marketing-Budget und stützte sich weitgehend auf Besprechungen auf Literaturblogs – der Verkauf der Romane wurde dann durch Mundpropaganda verstärkt.
Am 3. April 2012 brachte der Knopf Verlag in den USA Fifty Shades of Grey auf den Markt. Zwei Wochen später erschienen die beiden Folgebände. Um mit der enormen Nachfrage Schritt zu halten, ließ der Verlag wöchentlich bis zu 950.000 Exemplare der drei Romane nachdrucken. Bis Ende Mai 2012 wurden über zehn Millionen Bücher der Trilogie in den USA verkauft. Anfang Juli 2012 belief sich die Zahl der in den USA verkauften Exemplare bereits auf über 20 Millionen.
Die deutschsprachige Übersetzung des ersten Bandes erschien am 9. Juli 2012 unter dem Titel Shades of Grey im Goldmann Verlag.

## Rezeption
Die englischsprachige journalistische Kritik fand für den 1200-Seiten-Roman den Begriff „Mommy porn – Fantasie-Exzesse von Frauen für Frauen geschrieben“. In den deutschen Feuilletons wird durchgängig das literarische Niveau kritisiert und die Bücher mit Begriffen wie „Kitsch“ und „Arztroman ohne Doktor“ belegt.
Die Reihe wurde vielfach dafür kritisiert, BDSM-Beziehungen falsch wiederzugeben. Die britische Psychologin Susan Quilliam kam in einem Interview zu dem Schluss, dass Christian Grey „jede Regel von BDSM bricht“ und seine Darstellungen in der BDSM-Szene umfassend abgelehnt würden. Die britische Erotikautorin Sophie Morgan schrieb im „Guardian“, dass Fifty Shades of Grey nicht BDSM, sondern Missbrauch beschreibe. Eine BDSM-Beziehung basiere auf Freiwilligkeit, während die Figur Christian Grey stattdessen häusliche Gewalt ausübe, sowohl psychisch als auch physisch.
Im August 2012 schrieb der Sexualwissenschaftler Volkmar Sigusch unter dem Titel Auf die Knie, Männer:

„Auf jeden Fall siegt im Roman die Liebe, hilft eine liebende Frau einem angeblich traumatisierten Mann mit einer besonderen Vorliebe, wird der Soft-Sadomasochismus im Sinn der neosexuellen Revolution popularisiert. Der Emanzipation der Frauen schadet das nicht, es macht sie im Gegenteil glaubhaft. Jetzt sollten aber auch die Männer mit ihren Unterwerfungsfantasien herausrücken. Dann wären wir wieder einen kleinen Schritt weiter auf dem beschwerlichen Weg zur sexuellen Freiheit.“

In einem Essayband, der 2013 bei Suhrkamp erschien, schreibt die israelische Kultursoziologin Eva Illouz über die gesellschaftlichen Aspekte in Shades of Grey. Sie fragt, warum das Buch bei Frauen solchen Erfolg habe. Sie sieht ihn darin begründet, dass moderne Beziehungen von Unsicherheit über Rollen geprägt sei. BDSM wäre dann eine Strategie zur Überwindung der Dilemmata „des heterosexuellen Kampfes, der die Beziehung von Ana und Grey charakterisiert.“ Die Akteure gewönnen eine Restabilisierung von Geschlechterrollen, die mit sexueller Freiheit kompatibel wäre. Illouz sieht als Hauptthema des Buchs die Vertragshaftigkeit von Beziehungen. In einem Interview mit der TAZ zu ihrem Essay räumt sie ein, dass die damit verbundenen Fragen, wie die der Freiheit von Menschen in Beziehungen, nicht zwangsläufig beantwortet werden. Den Erfolg sieht sie darin begründet, dass wir noch immer in einer Welt tiefgreifenden Patriarchats leben, insbesondere auf dem Feld von Liebesbeziehungen. Frauen beschäftigten sich damit wie weit sie in einer Beziehung und für einen Partner gehen sollten und gleichzeitig sich selbst zufrieden zu stellen und das alles, um geliebt zu werden. Ana ist sexuell völlig devot aber im Rest der Beziehung die Dominante, sie sagt ihm sehr deutlich, was sie will. „Dieser konstante Rollentausch macht den Roman so attraktiv und sorgt dafür, dass sich Frauen mit Anastasia identifizieren können.“
Ein weiterer möglicher Identifikationspunkt stellt in der Trilogie der Aspekt der sozialen Mobilität der Protagonistin Ana dar, die zu Beginn der Geschichte noch Studentin mit Nebenjob in einem Baumarkt ist, am Ende den reichen Millionär Grey heiratet und von ihm einen ganzen Verlag geschenkt bekommt. Dabei analysiert Carina Gröner Geld und ökonomischen Erfolg in der Geschichte als symbolisch generalisierte Kommunikationsmedien im Sinne Niklas Luhmanns, die den sozialen Aufstieg durch den wechselseitigen Austausch von geldwerten Geschenken und Sexualität als unausgesprochene Motivation erkennen lassen.
Ilka Quindeau, Soziologin und Psychoanalytikerin, richtete im Jahr 2016 unter dem Titel Lust, Kontrolle und Fifty Shades of Grey den Fokus auf ein aktuelles „Unbehagen in der Sexualität“. Der Roman biete für Konflikte vermeintlich Lösungen an, „die sich aus einer überfordernden Fülle an sexuellen Befriedigungsmöglichkeiten und aus Unsicherheiten im Hinblick auf Geschlechterrollen ergeben“, mache aber „zugleich das Irritierende des Sexuellen wieder unsichtbar“. Laut Quindeau würden die „Aporien des Begehrens“ – mithin die Ausweglosigkeit – nicht bearbeitet.
In dem Spielfilm Book Club – Das Beste kommt noch von 2018, in dem Diane Keaton, Jane Fonda und Don Johnson mitwirken, ist der Roman Fifty Shades of Grey ein zentraler Gegenstand der Handlung.
Die Soziologin Cornelia Möser hat Shades of Grey 2019 als eine „verarmte Kopie“ des klassischen französischen pornografischen Romans Geschichte der O bezeichnet.

## Verfilmung
Im März 2012 sicherten sich Universal Pictures und Focus Features die Rechte an der Trilogie.
Im Juni 2012 verkündete das Produktionsstudio „Smash Pictures“ seine Absicht, eine Porno-Adaption der Trilogie mit dem Titel Fifty Shades of Grey: A XXX Adaptation zu veröffentlichen. Als Veröffentlichungsdatum wurde der 10. Januar 2013 genannt. Im November 2012 reichte Universal Pictures Klage gegen Smash Pictures ein mit der Begründung, dass der Film Urheberrecht verletze und nicht als Porno-Parodie gedreht wurde. Das Verfahren endete mit einem außergerichtlichen Vergleich.
Am 3. September 2013 unterrichtete Erika Leonard die Presse über die Besetzung der Hauptrollen. Charlie Hunnam wurde für die Rolle des Christian Grey und Dakota Johnson für die Rolle der Anastasia Steele angekündigt. Am 13. Oktober 2013 zog sich Hunnam allerdings wieder vom Projekt zurück. Der irisch-britische Schauspieler Jamie Dornan übernahm die Rolle des Christian Grey. Als Regisseurin wurde Sam Taylor-Johnson verpflichtet. Am 11. Februar 2015 hatte die Verfilmung des ersten Teils unter dem Titel Fifty Shades of Grey seine Premiere auf der 65. Berlinale. Der zweite Teil, Fifty Shades of Grey – Gefährliche Liebe kam am 9. Februar 2017 in die Kinos. Die Regie übernahm James Foley.

## Musical
Die Musical-Parodie „49 ½ Shades of Grey“ feierte 2014 in Düsseldorf Premiere. Die Regisseurin Gerburg Jahnke hat ein Musical inszeniert und eine Persiflage auf den Erotik-Bestseller geschaffen.

## Soundtrack
Seit Mitte September 2012 ist der Soundtrack (EMI Classics) zur Buchtrilogie in Deutschland erhältlich. Klassische Musik spielt im Buch eine Rolle und die Autorin selbst hat die Stücke für das Album ausgewählt.

## Bibliographie
- Fifty Shades of Grey (2011), dt.: Shades of Grey – Geheimes Verlangen, Übersetzung: Andrea Brandl und Sonja Hauser, Goldmann Verlag, München 2012, ISBN 978-3-442-47895-8.
- Fifty Shades Darker (2011), dt.: Shades of Grey – Gefährliche Liebe, Übersetzung: Andrea Brandl und Sonja Hauser, Goldmann Verlag, München 2012, ISBN 978-3-442-47896-5.
- Fifty Shades Freed (2012), dt.: Shades of Grey – Befreite Lust, Übersetzung: Andrea Brandl und Sonja Hauser, Goldmann Verlag, München 2012, ISBN 978-3-442-47897-2.

## Hörbücher
- 2012: Shades of Grey. Geheimes Verlangen: Band 1, Der Audio Verlag München, gelesen von Merete Brettschneider, ungekürzt 2 MP3-CDs 1050 min, ISBN 978-3-86717-927-0.
- 2012: Shades of Grey. Gefährliche Liebe: Band 2, Der Hörverlag München, gelesen von Merete Brettschneider, ungekürzt 2 MP3-CDs 1020 min, ISBN 978-3-86717-928-7.
- 2012: Shades of Grey. Befreite Lust: Band 3, Der Hörverlag München, gelesen von Merete Brettschneider, ungekürzt 2 MP3-CDs 1140 min, ISBN 978-3-86717-930-0.
- 2015: Grey. Von Christian selbst erzählt. Der Hörverlag, gelesen von Martin Kautz, ungekürzt 2 MP3-CDS 18 h 44, ISBN 978-3-8445-2056-9.